# HTC Desire S
De HTC Desire S, ook bekend met de codenaam HTC Saga, is een smartphone die ontwikkeld werd door HTC. Het is de opvolger van de HTC Desire.
De HTC Desire draait op Android 2.3.5 van Google met de grafische schil HTC Sense. Het toestel heeft een 3,7 inch-touchscreen en heeft geen fysiek toetsenbord. Verder is het uitgerust met een 1GHz-Snapdragon-processor en een 5,0 megapixel-camera met ledflitser.
Verschillen met de HTC Desire zijn onder andere een camera aan de voorkant en de afwezigheid van fysieke toetsen.